# Шолохово (Щёлково)
Шолохово — бывшая деревня, сейчас микрорайон города Щёлково Московской области.

## География
Расположена к юго-востоку от центра города и к юго-западу от железнодорожной станции Щёлково.
Протекает ручей Шолоховка.
Включает в себя улицу Шолохова и Буровую улицу.

## История
В писцовых книга 1585 года — пустошь Шолохово Троице-Сергиева монастыря.
В середине XIX века деревня Шолохово относилось ко 2-му стану Богородского уезда Московской губернии и принадлежало капитан-лейтенанту Пелагее Кирилловне Дурновой. В деревне было 12 дворов, крестьян 33 души мужского пола и 40 женского.
В «Списке населённых мест» 1862 года — владельческая деревня 2-го стана Богородского уезда Московской губернии по левую сторону от Стромынского тракта (из Москвы в Киржач), в 28 верстах от уездного города и 6 верстах от становой квартиры, при колодце, 11 дворов и 76 жителей (36 мужчин, 40 женщин).
В 1869 году Шелохово — деревня Осеевской волости 3-го стана Богородского уезда с 24 дворами, 23 деревянными домами и 115 жителями (52 мужчины, 63 женщины), из них 1 грамотный мужчина. Имелось 9 лошадей, 6 единиц рогатого скота и 3 мелкого, а также 114 десятин земли, из которой 39 десятин пахотной.

## Население
По материалам Всесоюзной переписи населения 1926 года Шолохово — деревня Хотовского сельсовета Щёлковской волости Московского уезда в 1 км от Стромынского шоссе и в 1,5 км от станции Щёлково Северной железной дороги, проживало 193 жителя (97 мужчин, 96 женщин) в 29 хозяйствах (28 крестьянских).

## Инфраструктура
В 1913 году — 18 дворов.

## Транспорт
Также поблизости находится железнодорожная станция Щёлково.